# Exocentrus hirtus
Exocentrus hirtus är en skalbaggsart som beskrevs av Fisher 1925. Exocentrus hirtus ingår i släktet Exocentrus och familjen långhorningar. Inga underarter finns listade i Catalogue of Life.